# Theo Travis
Theo Travis (* 7. července 1964 Birmingham) je britský saxofonista a flétnista. Od roku 1999 dva roky vystupoval se skupinou Gong, kam se znovu vrátil v letech 2004–2006 a 2008–2010. Od roku 2006 působí ve skupině Soft Machine Legacy. Rovněž vydal několik alb v duu s kytaristou Robertem Frippem, spolupracoval se Stevenem Wilsonem, Davidem Sinclairem, Davidem Gilmourem nebo skupinou The Tangent.